# Antoni Tarazona i Blanch
Antoni Tarazona i Blanch (Sedaví, Província de València, 1843 - Madrid, 1906) fou un astrònom valencià, germà del també astrònom Ignasi Tarazona i Blanch. Fou professor d'Astronomia Física a la Universitat Central. Publicà una reescriptura de l'Arithmétique décimale, de Cauchy. A més, publicà: Tablas de ocultaciones de estrellas por la Luna, i Observaciones de la estrella Nova Aurigae, en la constel·lació del Cotxer.